# Зубы (Полтавская область)
Зубы (укр. Зуби) — село,
Козловщинский сельский совет,
Котелевский район,
Полтавская область,
Украина.
Код КОАТУУ — 5322281904. Население по переписи 2001 года составляло 1 человек. 
По состоянию на 2001 год, в село Зубы проживает один человек.

## Географическое положение
Село Зубы примыкает к селу Диброва,
примыкает к большому лесному массиву урочище Коржевые Могилы. Расположено в 1 км от знаменитого колодца Харкальня.

## История
Село Зубы образовано слиянием хуторов Зубов и Крысы после 1917 года. 